# Tóth-Szenesi Attila
Tóth-Szenesi Attila (Szeged, 1970. augusztus 1. –) történész, újságíró, 2017-től 2019-ig az Index.hu főszerkesztője, 2020 decemberétől a telex.hu újságírója.

## Élete
A József Attila Tudományegyetemen szerzett történészdiplomát 2000-ben, s már ott, az egyetemi lapban írni kezdett. Rövid ideig fizikai munkából élt: raktári segédmunkás, hamburgeres, bálásruha-kereskedő, üveges, portás is volt. A szegedi Reggeli Délvilág és a Délmagyarország lapoknál folytatta újságírói pályáját, Budapesten pedig az Ingatlan és Befektetés szaklapnál dolgozott. 2002-ben az Index.hu-hoz került, egy év múlva, 2003-ban elnyerte a Minőségi Újságírásért díjat a budapesti lakásvásárlási viszontagságokról szóló riportjával, és ő volt az az újságíró is, aki 2004-ben bement be az MSZP zárt kampányértekezletére, ahonnan riportot közölt, nyilvánosságra hozva a párt titkolni kívánt kampánystratégiáját. Az eset után sajtóetikai vita zajlott az alkalmazott újságírói módszerről.
2017-ben, az Index kiadójának, az Index.hu Zrt.-nek a tulajdonosváltását követően lemondó Dudás Gergely főszerkesztő után került a lap élére Tóth-Szenesi. Május 17-én saját maga kért bizalmi szavazást az Index szerkesztőségében, ahol az újságírók száz százalékos támogatottságával vállalta el a főszerkesztői megbízatást. 2019 decemberében Dull Szabolcs váltotta. 2020. december elején a telex.hu újságírója lett.
2022 szeptemberben átigazolt a 444.hu csapatába.

## Könyvei
- Tóth-Szenesi Attila: Baróti - Budapest Alexandra Kiadó, 2004  (Baróti Lajosról)
- Tóth-Szenesi Attila (szerk.): Jugoszlávia külpolitikai dilemmája 1940-ben - Szeged JATE Press, 2002

## Díjai
- Minőségi Újságírásért díj - A hónap írása (2003)